# Gie Trieng
I Giẻ Triêng sono un gruppo etnico del Vietnam la cui popolazione è stimata in circa 15.000 individui (censimento del 2002).
I Gie Trieng sono presenti essenzialmente nelle province di Kon Tum e Quang Nam. I nomi alternativi per i Gie Trieng sono: Strieng, Gie-Trieng, Tareh, Treng, Ta-Rieng, Talieng, Dgiéh, Giang Ray, Pin. L'etnia Gie Trieng del Vietnam è strettamente correlata ai Jeh del Laos.
La religione predominante è il Cristianesimo.

## Lingua
I Gie Trieng parlano una propria lingua, la lingua Trieng.